# Alexander Tscherwjakow (Biathlet)
Alexander Iwanowitsch Tscherwjakow (russisch Александр Иванович Червяков; englisch Alexandr Chervyakov; auch Alexsandr Chervyhkov (IBU-Schreibweise); * 18. Juni 1980 in Kökschetau, Kasachische SSR, Sowjetunion) ist ein ehemaliger kasachischer Biathlet.
Alexander Tscherwjakow ist ein in Kökschetau lebender Sportsoldat. Der von Gennadi Makarow trainierte Offizier ist seit 2003 Biathlet. Seinen ersten internationalen Auftritt hatte der Kasache 2004 als 19. in einem Einzel bei einem Europacup in Geilo. In Beitostølen gab er kurz darauf seinen Einstand im Biathlon-Weltcup als 60. im Sprint. Dabei qualifizierte er sich auf Anhieb für die sich daran anschließende Verfolgung, wo er sich um einen Platz verbesserte. In der zweiten Hälfte der Saison erreichte er beim vorolympischen Wettkampf in Turin als 27. im Einzel sein bislang bestes Ergebnis. Anschließend startete er in Hochfilzen erstmals, wenn auch ohne erwähnenswerte Platzierungen, bei Biathlon-Weltmeisterschaften. Bisheriger Höhepunkt in Tscherwjakows Karriere war die Teilnahme an den Olympischen Winterspielen 2006 in Turin. Bestes Ergebnis war ein 53. Platz in der Verfolgung. Bei den Biathlon-Weltmeisterschaften 2008 in Östersund konnte sich Tscherwjakow im Einzel erstmals bei einem Großereignis als 28. in den Punkterängen platzieren. Die Biathlon-Weltmeisterschaften 2009 brachte mit dem 33. Platz im Sprint ein Ergebnis im Rahmen seiner Möglichkeiten. In der Folgesaison platzierte er sich regelmäßig zwischen Platz 30 und 40 und wurde wiederum für die Olympischen Spiele 2010 nominiert. Mit Platz 49, 50 und 51 in Verfolgung, Einzel und Sprint sowie dem 18. Platz in der Staffel mit Sawizki, Trifonow und Keneschow waren die Resultate etwas schwächer als im Saisonverlauf. In der Gesamtwertung des Weltcups erreichte er mit Rang 61 seine beste Platzierung bislang.

## Biathlon-Weltcup-Platzierungen
Die Tabelle zeigt alle Platzierungen (je nach Austragungsjahr einschließlich Olympische Spiele und Weltmeisterschaften).
- 1.–3. Platz: Anzahl der Podiumsplatzierungen
- Top 10: Anzahl der Platzierungen unter den ersten zehn (einschließlich Podium)
- Punkteränge: Anzahl der Platzierungen innerhalb der Punkteränge (einschließlich Podium und Top 10)
- Starts: Anzahl gelaufener Rennen in der jeweiligen Disziplin
- Staffel: inklusive Mixed- und Single-Mixed-Staffeln

| Platzierung                      | Einzel | Sprint | Verfolgung | Massenstart | Staffel | Gesamt |
| -------------------------------- | ------ | ------ | ---------- | ----------- | ------- | ------ |
| 1. Platz                         |        |        |            |             |         |        |
| 2. Platz                         |        |        |            |             |         |        |
| 3. Platz                         |        |        |            |             |         |        |
| Top 10                           |        |        |            |             |         |        |
| Punkteränge                      | 5      | 4      | 3          |             | 21      | 33     |
| Starts                           | 21     | 44     | 12         |             | 21      | 98     |
| Stand: nach der Saison 2009/2010 |        |        |            |             |         |        |